# マイロ・ダイナソー
- ミロ・ダイナソー

マイロ・ダイナソー（英語: Milo dinosaur）または、マイロ・タブール（マレー語: Milo tabur）とは、主にマレーシアやシンガポールで飲まれている冷たいミロの上に、溶けていないミロの粉末を乗せた飲料である。

## 概要
マイロ・ダイナソーの起源は、1990年代半ばのシンガポールにあったインド系ムスリムの屋外型飲食店で提供されていたものとされるが、同年代にマレーシアで提供されていたマイロ・シェイクが起源であるとの主張もなされている。シンガポール教育省に属する研究機関である ISEAS–ユソフ・イサーク研究所 のフェロー、ジェフリー・パキアム博士は、1940年の「マラヤ・トリビューン」の誌面には、既にマイロ・ダイナソーに近いレシピが掲載されており、ミロが国民的な飲料として浸透しているシンガポールやマレーシアでは、子どもがミロを料理に振りかけるなどの話は日常茶飯事であることから、起源を追求することは困難であると述べている。
マイロ・ダイナソーは、冷たいミロの上にミロの粉を乗せた飲料を指し、その追加するミロの粉の量は、スプーン1杯から、スプーン6杯に及ぶものまで、提供する店舗により様々である。
また、マイロ・ダイナソーから発展し、アイスクリームやホイップクリームを添えた「マイロ・ゴジラ」と呼ばれる飲み物も存在する
。

## 影響
マイロ・ダイナソーは、香港では、マレーシアの飲料として知られており、ミロの発祥の地であるオーストラリアにおいては、シンガポールとマレーシア（東南アジア）の特産品であると紹介されている。シンガポール政府観光局が、アメリカのニューヨークや、東京で行ったイベントにおいて、シンガポールの飲料として紹介している。
台湾では、ネスレ台湾がシンガポールの飲み方として紹介し、公式サイト内でレシピを公開している。